# محطة قطار ايدال
محطة قطار ايدال (بالإنجليزية: Edale railway station)‏‏ هي محطة قطار  في المملكة المتحدة، تُشغلها قطارات إيست ميدلاند. افتُتحت هذه المحطة في 1894، ويبلغ عدد مسارات أرصفتها 2.